# Sam Ashworth
Sam Ashworth (* 1980 in Sacramento) ist ein US-amerikanischer Singer-Songwriter und Musikproduzent.

## Leben
Sam Ashworth wurde 1980 in Sacramento als Sohn von Charlie Peacock and Andi Ashworth geboren. Insbesondere durch seinen Vater, der als Musikproduzent tätig ist und mit einem Grammy ausgezeichnet wurde, ist Ashworth seit seiner Kindheit mit der Musik verbunden.
Ashworth schrieb für die US-amerikanische R&B-Sängerin H.E.R., die mit den Songs und dem Album bei den Grammy Awards 2020 in mehreren Kategorien nominiert wurde, so für Hard Place als Song of the Year und Record of the Year und I Used to Know Her als Album of the Year.
Gemeinsam mit Leslie Odom Jr. schrieb er für den Film One Night in Miami von Regina King den Song Speak Now.
Anfang September 2017 heiratete Ashworth die in Ghana geborene Ruby Amanfu. Er und die ebenfalls als Musikerin tätige Amanfu hatten sich 2004 kennengelernt und seitdem immer wieder zusammen gearbeitet, so für Hard Place für H.E.R.

## Diskografie
Alben
- 1998: Sauté
- 2005: Gonna Get It Wrong Before I Get It Right

Compilations
- 2005: Look Back
- 2011: The Good Man
- 2016: Million Times

Songs
- 2021: Speak Now

## Auszeichnungen
Grammy Awards
- 2020: Nominierung als Song des Jahres (Hard Place)
- 2022: Nominierung als Best Song Written for Visual Media (Speak Now aus One Night in Miami)[5]

Music City Film Critics’ Association Award
- 2021: Auszeichnung als Bester Song (Speak Now aus One Night in Miami)[6]

Oscar
- 2021: Nominierung als Bester Song („Speak Now“ aus One Night in Miami)